# Brasstown Bald
Der Brasstown Bald – bei den Tscherokesen Enotah genannt – ist mit einer Höhe von 1458 m die höchste Erhebung des US-Bundesstaats Georgia. Der Gipfel befindet sich auf der Countygrenze zwischen Union und dem Towns County. Benannt ist der Berg nach einem früheren Dorf der Tscherokesen Brasstown, das sich am Flusslauf des Brasstown Creek befand.